# Hàm Nghi
Ham Nghi (Hán tự, 3 agosto 1871 – 4 gennaio 1943) è stato un imperatore vietnamita.